# ユーリー・ウサチェフ
ユーリイ・ウサチェフ（Yury Vladimirovich Usachov、ロシア語: Юрий Владимирович Усачёв、1957年10月9日 - ）はロシアの宇宙飛行士。モスクワのスターシティ在住。

## 経歴
ロストフ州ドネツク出身。1975年にDonetsk Public Schoolsを卒業した。1985年にはモスクワ航空大学を卒業して工学の学位を得た。
航空大学を卒業後、S.P.コリョロフ ロケット&スペース コーポレーション エネルギアに就職し、宇宙遊泳、将来の宇宙建設、広報活動、人間工学等に関わる仕事をした。1989年に彼は宇宙飛行士の候補となった。1989年から1992年まで基礎的なトレーニングを受け、ミール13、14、19のバックアップを務めた。1994年1月8日から7月9日まで、ボードエンジニアとしてミールに搭乗した。1996年2月21日から9月2日までは再びミール21に搭乗した。1ヶ月後、彼とユーリー・マレンチェンコはNASAのシャノン・ルシッドと合流した。彼の次の飛行はSTS-101で、国際宇宙ステーション建設のための3度目のスペースシャトルのミッションだった。最近では、彼は2001年3月8日にSTS-102で打ち上げられた第2次長期滞在の機長を務めた。第2次長期滞在の乗組員はISSで163日間を過ごし、2001年8月22日にSTS-105で地球に帰還した。ウサチェフは合計で670日間以上を宇宙で過ごし、6度の宇宙遊泳を行って、2005年に引退した。

## 受章
1994年の宇宙飛行後、ロシア連邦英雄を受章した。また、1996年の2度目の飛行後、フランス政府からレジオンドヌール勲章シュバリエ章、アメリカ航空宇宙局からNASA宇宙飛行メダルを受章している。

## 家族
カリーニングラード出身のヴェラ・セルゲーヴナ・ウサチェヴァ（Vera Sergeevna Usacheva）と結婚し、1人娘ゼーニャ（Zhenya）がいる。父親は既に死去しており、母親のアンナ・グリゴレヴナ・ウサチェヴァ（Anna Grigorevna Usacheva）はドネツクに住んでいる。また4歳年上の兄と双子の姉がいる。趣味は写真とビデオの撮影である。